# Mai 1990
Portal Geschichte | Portal Biografien | Aktuelle Ereignisse | Jahreskalender | Tagesartikel

◄ |
19. Jahrhundert |
20. Jahrhundert
| 21. Jahrhundert

◄ |
1960er |
1970er |
1980er |
1990er
| 2000er | 2010er | 2020er | ►

◄ |
1986 |
1987 |
1988 |
1989 |
1990
| 1991 | 1992 | 1993 | 1994 | ►

◄ |
Februar 1990 |
März 1990 |
April 1990 |
Mai 1990 |
Juni 1990 |
Juli 1990 |
August 1990 |
►
Dieser Artikel behandelt aktuelle Nachrichten und Ereignisse im Mai 1990.

## Tagesgeschehen

### Mittwoch, 2. Mai 1990

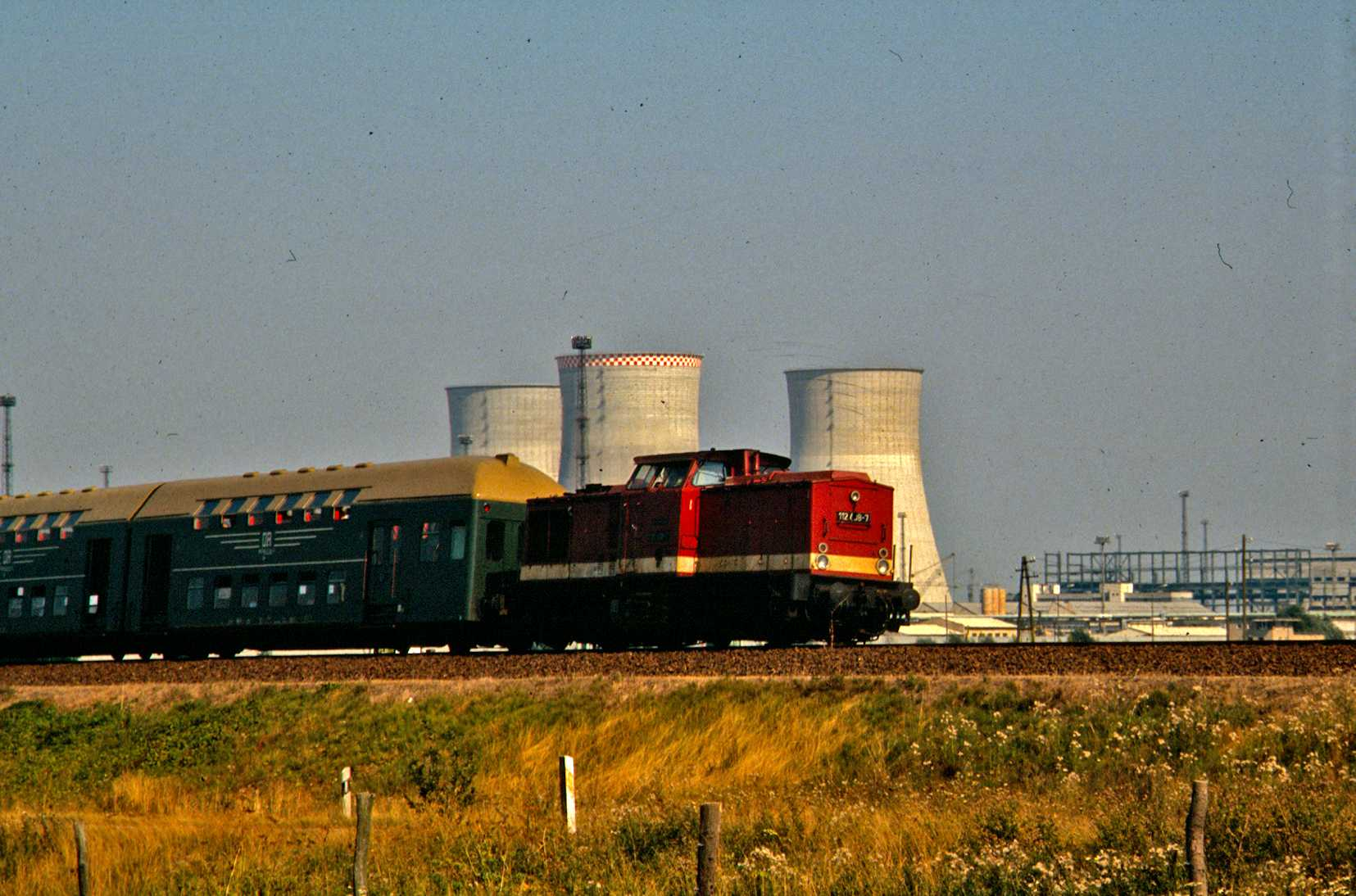
Kühltürme des Kernkraftwerks Stendal

- Arneburg/Deutschland: Die „Magdeburger Baugesellschaft“ beschließt vor Ort eine zeitweilige Einstellung der Bauarbeiten am Kernkraftwerk Stendal, mit dessen Errichtung 1982 begonnen wurde und das einmal das leistungsstärkste Kraftwerk der DDR werden soll. Die vorübergehende Stilllegung der Baustelle ist für den folgenden Tag geplant.[1]
- Bern/Schweiz: Die Sowjetunion wird Eishockey-Weltmeister, nachdem sie in der Meisterrunde alle drei Spiele gewinnt.[2]
- München/Deutschland: Der Titelverteidiger FC Bayern München wird mit einem 1:0-Sieg gegen den FC St. Pauli vorzeitig Deutscher Fußballmeister 1990.[3]

### Donnerstag, 3. Mai 1990
- Berlin/Deutschland: Der Ministerpräsident der DDR Lothar de Maizière (CDU) schlägt den 1. Januar 1991 als Zeitpunkt für die Abschaffung der Bezirke und die Wiederherstellung der 1952 aufgelösten Länder Brandenburg, Mecklenburg-Vorpommern, Sachsen, Sachsen-Anhalt und Thüringen vor.[4]
- Berlin/Deutschland: Die Deutsche Bundesbank bezieht ihre „Vorläufige Verwaltungsstelle“ im West-Berliner Ortsteil Dahlem, um künftig Geld- und Währungspolitik sowohl für die Bundesrepublik als auch für die DDR zu bewältigen. Die Dependance wird nach aktueller Planung bald in das so genannte „Haus der Parlamentarier“ in Ost-Berlin verlegt werden.[5]

### Freitag, 4. Mai 1990
- Riga/Sowjetunion: Der Oberste Sowjet der Lettischen Sozialistischen Sowjetrepublik stimmt für die Unabhängigkeit des lettischen Landesteils von der Sowjetunion. 138 Delegierte entscheiden sich für den Antrag, 57 boykottieren ihn und einer enthält sich. In der Unabhängigkeitserklärung wird niedergeschrieben: „Die souveräne Republik Lettland (1920 bis 1940) hat de jure niemals aufgehört zu existieren und ist damit de facto heute wieder hergestellt.“[6]

### Samstag, 5. Mai 1990
- Zagreb/Jugoslawien: Der Sänger Toto Cutugno gewinnt in der Konzerthalle Vatroslava Lisinskog für Italien das Finale im 35. Grand Prix Eurovision de la Chanson.[7]

### Sonntag, 6. Mai 1990

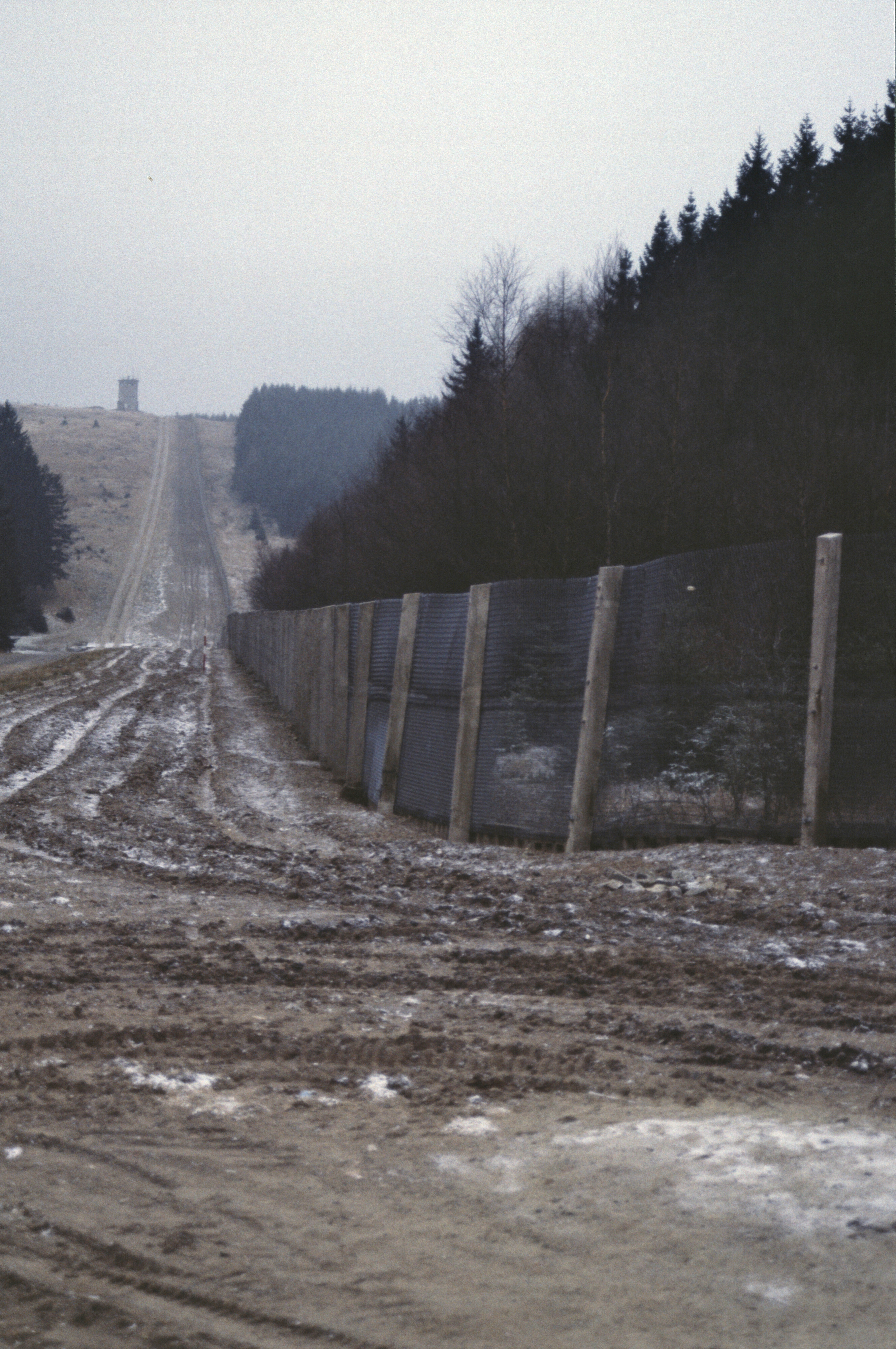
Die Naturschutzbünde wollen u. a. Naturschutz im alten „Todesstreifen“

- Berlin/Deutschland: Bei der ersten Wahl der Stadtverordnetenversammlung von Ost-Berlin, die den Grundsätzen freier und geheimer Wahlen genügt, erreicht die SPD anteilig 34,1 % der Wählerstimmen, die PDS 30,1 % und die CDU 17,7 %.[8] DDR-weit stimmen bei den Kommunalwahlen 35,0 % für die CDU, 21,3 % für die SPD, 14,6 % für die PDS, 7,7 % für Bündnis 90/Grüne und 7,3 % für die Liberalen.
- Worms/Deutschland: Die Umbenennung ihrer Organisation in „Naturschutzbund Deutschland e. V.“ beschließen die Bundesvertreter des Deutschen Bunds für Vogelschutz. Als Vorbild für die neue Bezeichnung diente der „Naturschutzbund in der DDR“, denn beide Organisationen beabsichtigen ihr baldiges Zusammengehen.[9]

### Dienstag, 8. Mai 1990
- Karlsruhe/Deutschland: Der Bundesgerichtshof verfügt die Haftentlassung der österreichischen Journalistin Ingrid Strobl, die das Oberlandesgericht Düsseldorf im Juni 1989 wegen der Beteiligung am Bombenattentat auf die Zentrale der Lufthansa zu fünf Jahren Freiheitsentzug verurteilte. Der Gerichtshof weist darauf hin, dass lediglich der Kauf eines Weckers feststehe. Das sei auch dann kein Beweis für eine Mitwisserschaft, wenn die Käuferin radikale Ansichten äußert.[10]
- Tallinn/Sowjetunion: Der Oberste Sowjet der Estnischen SSR beschließt die Umbenennung der baltischen Unionsrepublik in „Estnische Republik“.[11]
- Wien/Österreich: Der FC Swarovski Tirol wird durch einen 1:0-Sieg beim FK Austria Wien vorzeitig Österreichischer Fußballmeister 1990.[12]

### Mittwoch, 9. Mai 1990
- Göteborg/Schweden: Die U.C. Sampdoria Genua gewinnt den Fußball-Europapokal der Pokalsieger durch einen 2:0-Finalsieg nach Verlängerung gegen den RSC Anderlecht.[13]
- Potsdam/Deutschland: Die Frauenfußballnationalmannschaft der DDR bestreitet gegen die tschechoslowakische Fußballnationalmannschaft der Frauen ihr erstes offizielles Länderspiel. Die Auswahl der Gäste gewinnt 3:0.[14]

### Samstag, 12. Mai 1990
- Wien/Österreich: Im Finale des ÖFB-Cups gewinnt der FK Austria Wien im Praterstadion mit 3:1 nach Verlängerung gegen den SK Rapid Wien und wird Österreichischer Fußballpokalsieger 1990.[15]

### Sonntag, 13. Mai 1990

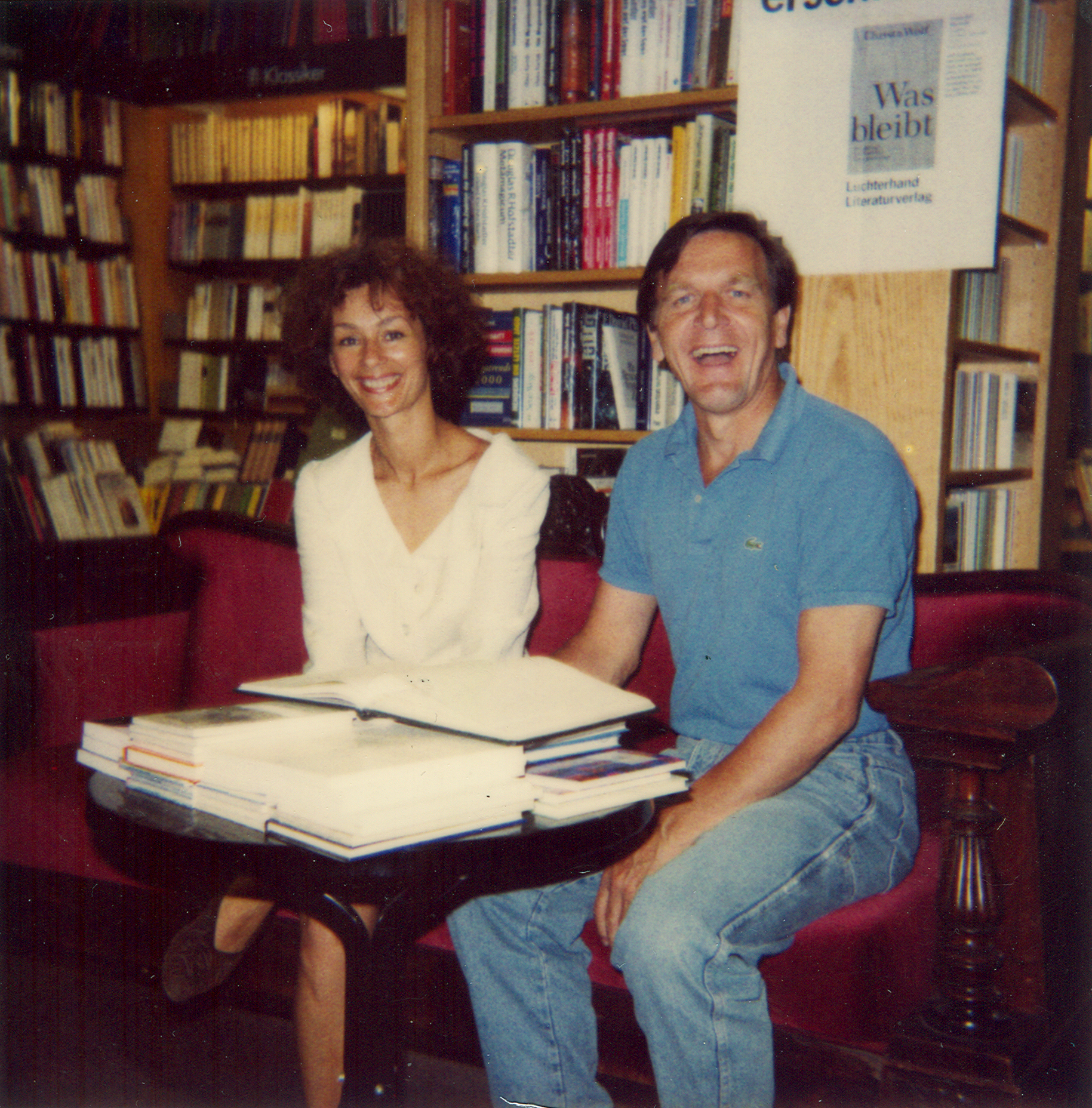
Hiltrud und Gerhard Schröder

- Düsseldorf/Deutschland: Bei der Landtagswahl in Nordrhein-Westfalen bestätigen die Wähler die Alleinregierung der SPD unter Ministerpräsident Johannes Rau. Die Grünen schaffen erstmals den Sprung über die Fünf-Prozent-Hürde und vergrößern den Landtag auf vier Fraktionen.[16]
- Hannover/Deutschland: Die Stimmberechtigten bei der Landtagswahl in Niedersachsen wählen CDU-Ministerpräsident Ernst Albrecht aus dem Amt und bereiten den Weg für die bundesweit dritte rot-grüne Koalition auf Länderebene. Die bisherige Regierungskoalition aus CDU und FDP verliert gegenüber 1986 zusammen 2,3 % Stimmenanteil. Das Lager aus SPD, mit Spitzenkandidat Gerhard Schröder, und Grünen erreicht mit einem Zugewinn von 0,5 % die Mehrheit von 79 Mandaten.[17]

### Dienstag, 15. Mai 1990

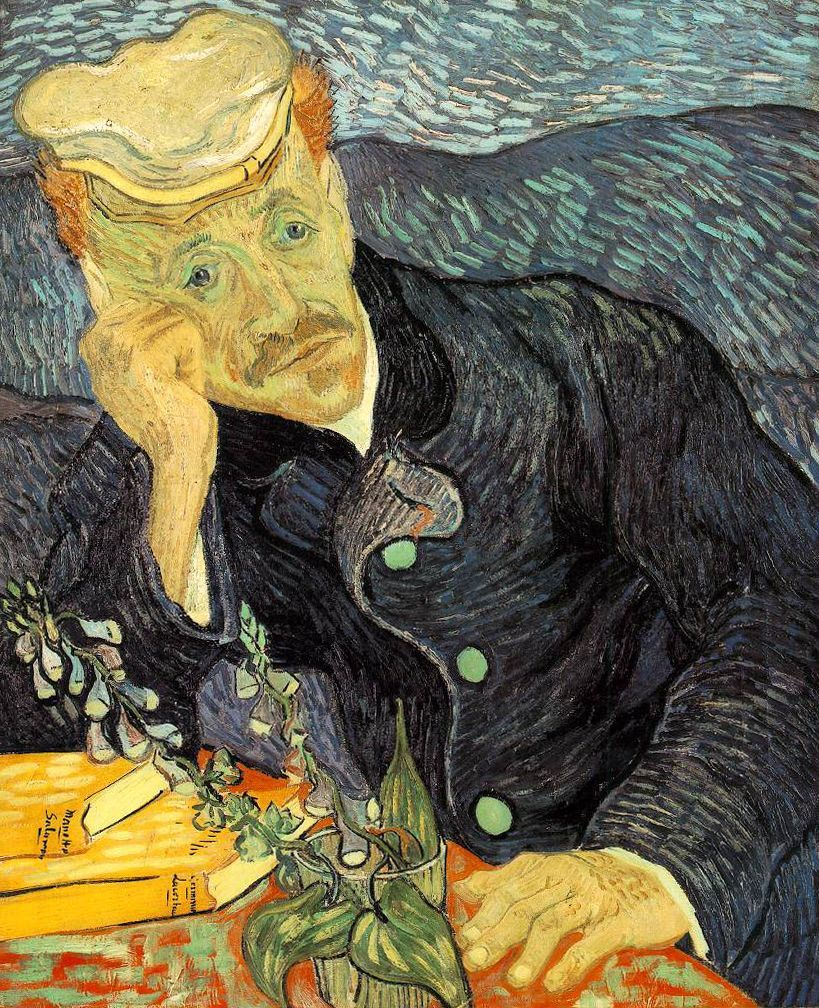
Van Gogh: Porträt des Dr. Gachet (1890)

- Belgrad/Jugoslawien: Borisav Jović vom Bund der Kommunisten löst seinen Parteikollegen Janez Drnovšek als Vorsitzender des Präsidiums der SFR Jugoslawien ab und wird neues Staatsoberhaupt der Republik.[18]
- New York/Vereinigte Staaten: Auf einer Auktion von Christie’s wird das 1890 von Vincent van Gogh erschaffene Porträt des Dr. Gachet für das Gebot von 82,5 Millionen US-Dollar an den japanischen Unternehmer Saitō Ryōei verkauft und ist nun das teuerste Gemälde der Welt.[19]

### Mittwoch, 16. Mai 1990
- Avellino/Italien: Juventus Turin gewinnt den Fußball-UEFA-Cup nach einem 0:0 im Final-Rückspiel gegen den AC Florenz, nachdem das Hinspiel mit einem 3:1-Sieg der Torinesi endete.[20]
- Budapest/Ungarn: Fünf Wochen nach der ersten Parlamentswahl nach Wiedergründung der Republik Ungarn tritt József Antall sein Amt als Ministerpräsident an. Zur Regierung gehören Antalls Partei Demokratisches Forum, die Partei der bürgerlichen Rechten und die Christdemokraten.[21]

### Donnerstag, 17. Mai 1990
- Genf/Schweiz: Die Weltgesundheitsorganisation der Vereinten Nationen beschließt die Streichung von Liebe zu Personen des gleichen Geschlechts von der Liste der mentalen Krankheiten.[22]

### Freitag, 18. Mai 1990

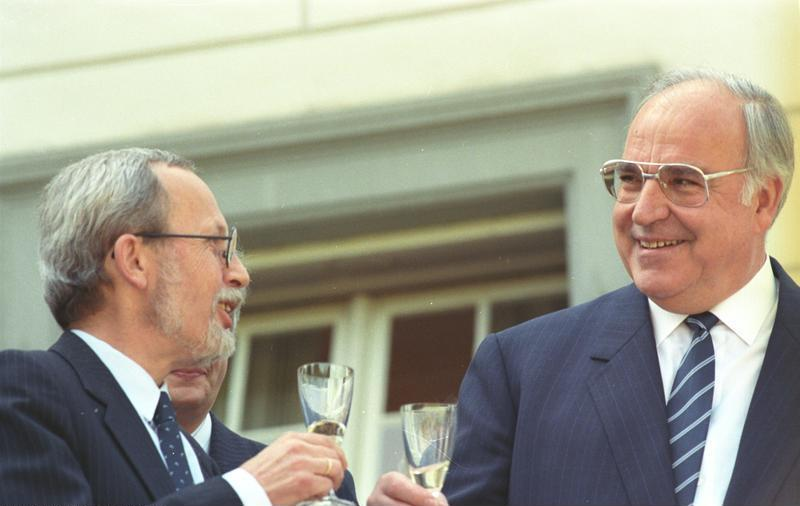
Lothar de Maizière, Helmut Kohl

- Bonn/Deutschland: Der Bundesminister der Finanzen Theo Waigel und der Minister der Finanzen der Deutschen Demokratischen Republik Walter Romberg unterzeichnen den Staatsvertrag zur Herstellung der Währungs-, Wirtschafts- und Sozialunion zwischen ihren Ländern zum 1. Juli. Der Ministerpräsident der DDR Lothar de Maizière greift Ängste in der Bevölkerung seines Landes auf, als er nach der Unterzeichnung verspricht: „Keinem DDR-Bürger wird es schlechter gehen als bisher.“ Bundeskanzler Helmut Kohl äußert sich zustimmend.[23]

### Samstag, 19. Mai 1990
- Berlin/Deutschland: Der 1. FC Kaiserslautern gewinnt gegen Werder Bremen im Finale des DFB-Pokals der Männer mit 3:2. Für Kaiserslautern ist es der erste Titel seit 37 Jahren.[24]

### Montag, 21. Mai 1990

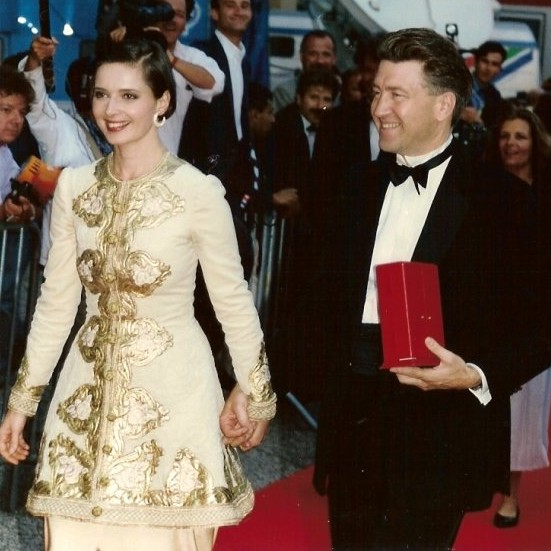
Isabella Rossellini, David Lynch

- Cannes/Frankreich: Der Film Wild at Heart des amerikanischen Regisseurs David Lynch wird bei den 43. Internationalen Filmfestspielen mit der Palme d’or ausgezeichnet.[25]
- Mosel/Deutschland: Im Automobilwerk Mosel des Industrieverbands Fahrzeugbau (IFA) der DDR beginnt parallel zur Produktion des IFA-Modells Trabant 601 die Produktion des Modells Polo II des Kraftfahrzeugherstellers Volkswagen AG aus Niedersachsen. Im Dezember 1989 gründeten IFA und VW zu diesem Zweck die Volkswagen IFA-PKW GmbH, für die auch der Neubau eines Automobilwerks in Mosel geplant ist.[26]

### Dienstag, 22. Mai 1990

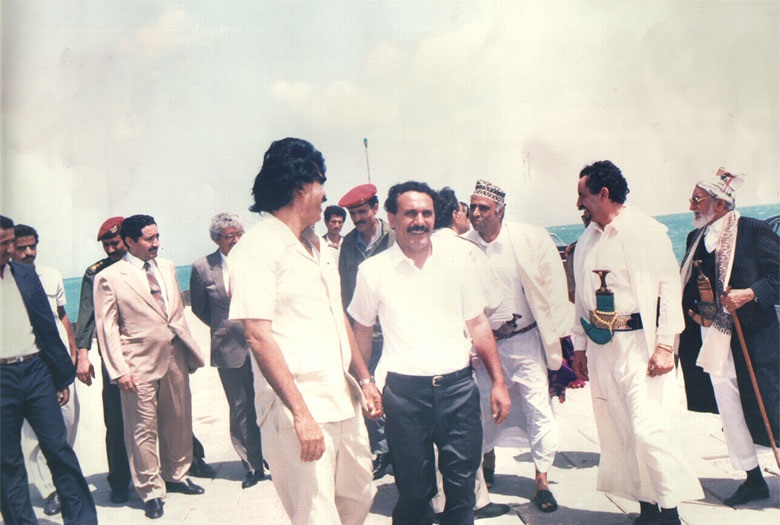
Ali Abdullah Salih,
Ali Salim al-Baidh

- Aden, Sanaa/Jemen: Die führenden Politiker der Demokratischen Volksrepublik Jemen (DVRJ) und der Jemenitischen Arabischen Republik (JAR) rufen die Republik Jemen als gemeinsamen Nachfolgestaat aus. Für die Bildung der neuen Regierung einigten sich Ali Salim al-Baidh, ehemaliger Präsident der DVJR, und Ali Abdullah Salih, sein Amtskollege in der JAR, auf eine paritätische Besetzung mit Angehörigen ihrer Parteien.[27]

### Mittwoch, 23. Mai 1990
- Berlin/Deutschland: Der 90. Katholikentag unter dem Motto „Wie im Himmel so auf Erden“ beginnt.[28]
- Wien/Österreich: Der AC Mailand gewinnt den Fußball-Europapokal der Landesmeister durch einen 1:0-Finalsieg gegen Benfica Lissabon.[29]

### Donnerstag, 24. Mai 1990
- Aachen/Deutschland: Der Karlspreis wird an den ehemaligen ungarischen Außenminister Gyula Horn übergeben für seine „Verdienste um die Solidarität zwischen den Völkern Europas“.[30]
- Boston/Vereinigte Staaten: Der Stanley Cup der nordamerikanischen Eishockey-Profiliga NHL geht in diesem Jahr an die Edmonton Oilers, die das fünfte und entscheidende Spiel der Finalserie gegen die Boston Bruins mit 4:1 für sich entscheiden.[31]

### Samstag, 26. Mai 1990
- Dresden/Deutschland: Die SG Dynamo Dresden wird als Titelverteidiger mit einem 3:1-Sieg gegen den 1. FC Lokomotive Leipzig Meister der Fußball-Oberliga der DDR 1990.[32]
- Maria Enzersdorf/Österreich: Die Mannschaft von Hypo Südstadt aus Maria Enzersdorf gewinnt als Titelverteidiger den Europapokal der Landesmeister im Frauen-Handball durch einen 30:26-Sieg im Finalrückspiel gegen Kuban Krasnodar aus der Sowjetunion.[33]

### Sonntag, 27. Mai 1990
- Zürich/Schweiz: Die Schweizerischen Bundesbahnen weihen das S-Bahn-Netz Zürich ein. Die Bauzeit betrug sieben Jahre.[34]

### Dienstag, 29. Mai 1990
- New York/Vereinigte Staaten: Das Medienunternehmen News Corporation formt nach der Übernahme des britischen Verlags William Collins, Sons Ltd., welcher u. a. Wörterbücher herausgibt, mit der HarperCollins Publishers LLC einen der personal- und umsatzstärksten Verlage der Welt.[35]

### Mittwoch, 30. Mai 1990
- Washington, D.C./Vereinigte Staaten: US-Präsident George Bush und das sowjetische De-facto-Staatsoberhaupt Michail Gorbatschow treffen die Abmachung, dass die Bundesrepublik Deutschland nach einer möglichen Vereinigung mit der DDR selbst entscheiden kann, welchem Militärbündnis sie angehören möchte. Da die Bundesrepublik NATO-Mitglied ist, gilt die Einigung als Chiffre für die Zugehörigkeit des voraussichtlich bald vergrößerten Deutschlands zur NATO.[36]
- Zürich/Schweiz: Der Grasshopper Club Zürich wird Schweizer Fussballmeister 1990 durch einen 3:0-Heimsieg am letzten Spieltag gegen den FC Lugano.[37]

## Weblinks

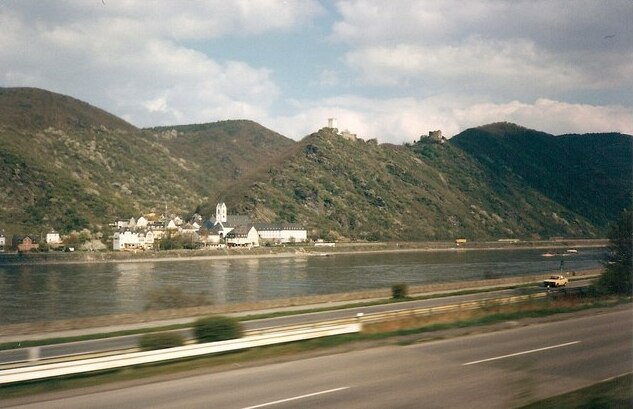
Rheinland-Pfalz im Mai 1990